# Moravecké Pavlovice
Moravecké Pavlovice (německy Morawetz Paulowitz) jsou obec v okrese Žďár nad Sázavou v Kraji Vysočina. Součástí obce jsou místní části Moravecké Pavlovice a Habří. Žije zde celkem 49 obyvatel.

## Historie
První písemná zmínka o obci pochází z roku 1350. Od 1. ledna 2007 (či 1. července 2007) byla k obci připojena vesnice Habří, dříve součást obce Strážek.

## Demografie
| Rok            | 1869 | 1880 | 1890 | 1900 | 1910 | 1921 | 1930 | 1950 | 1961 | 1970 | 1980 | 1991 | 2001 | 2006 | 2013 |
| Počet obyvatel | 120  | 122  | 135  | 124  | 109  | 105  | 83   | 67   | 59   | 57   | 45   | 34   | 31   | 29   | 53   |

## Pamětihodnosti
- Kaple Panny Marie Růžencové
- Pavlovický buk západně od obce

## Galerie

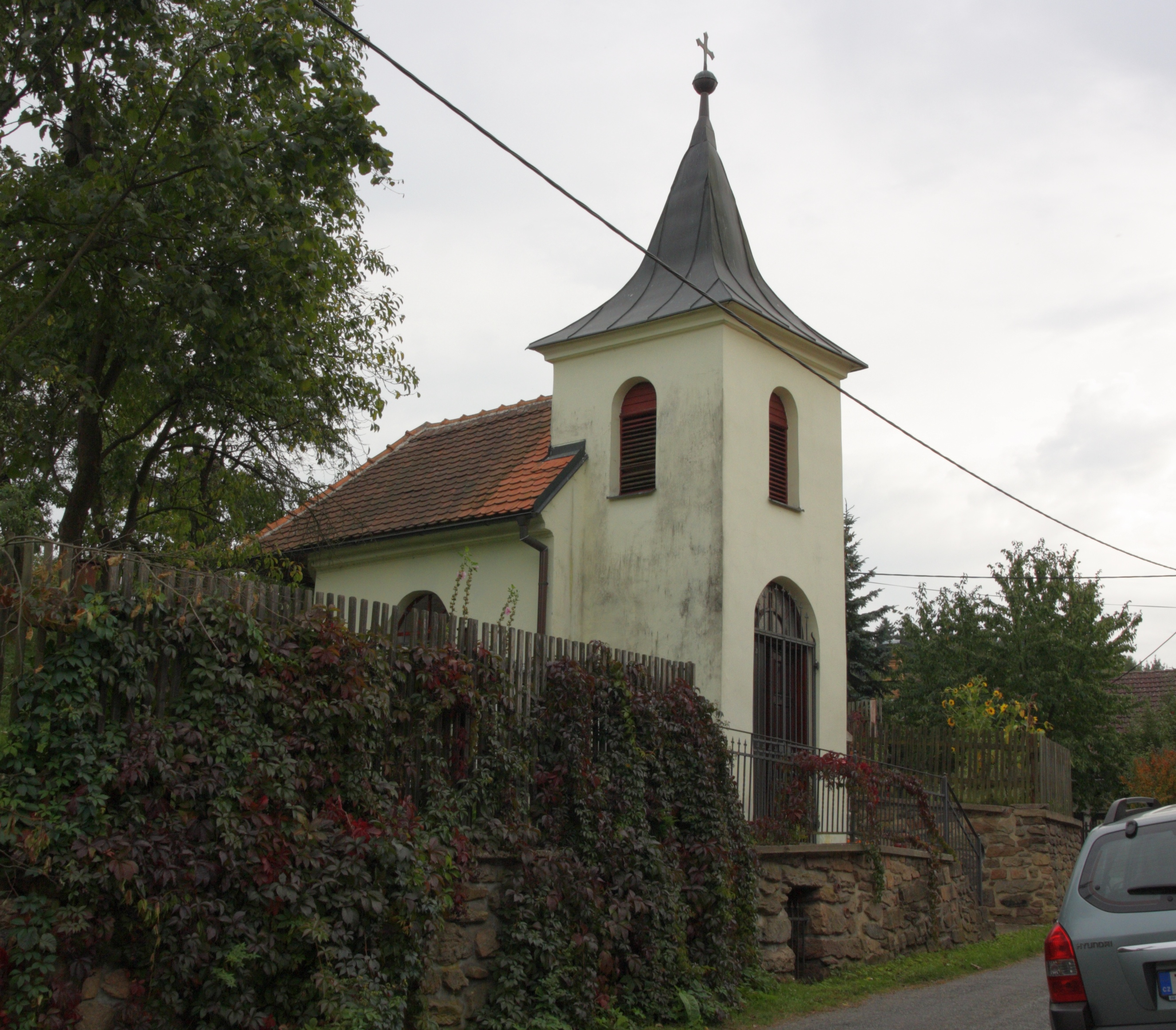
Kaple Panny Marie Růžencové
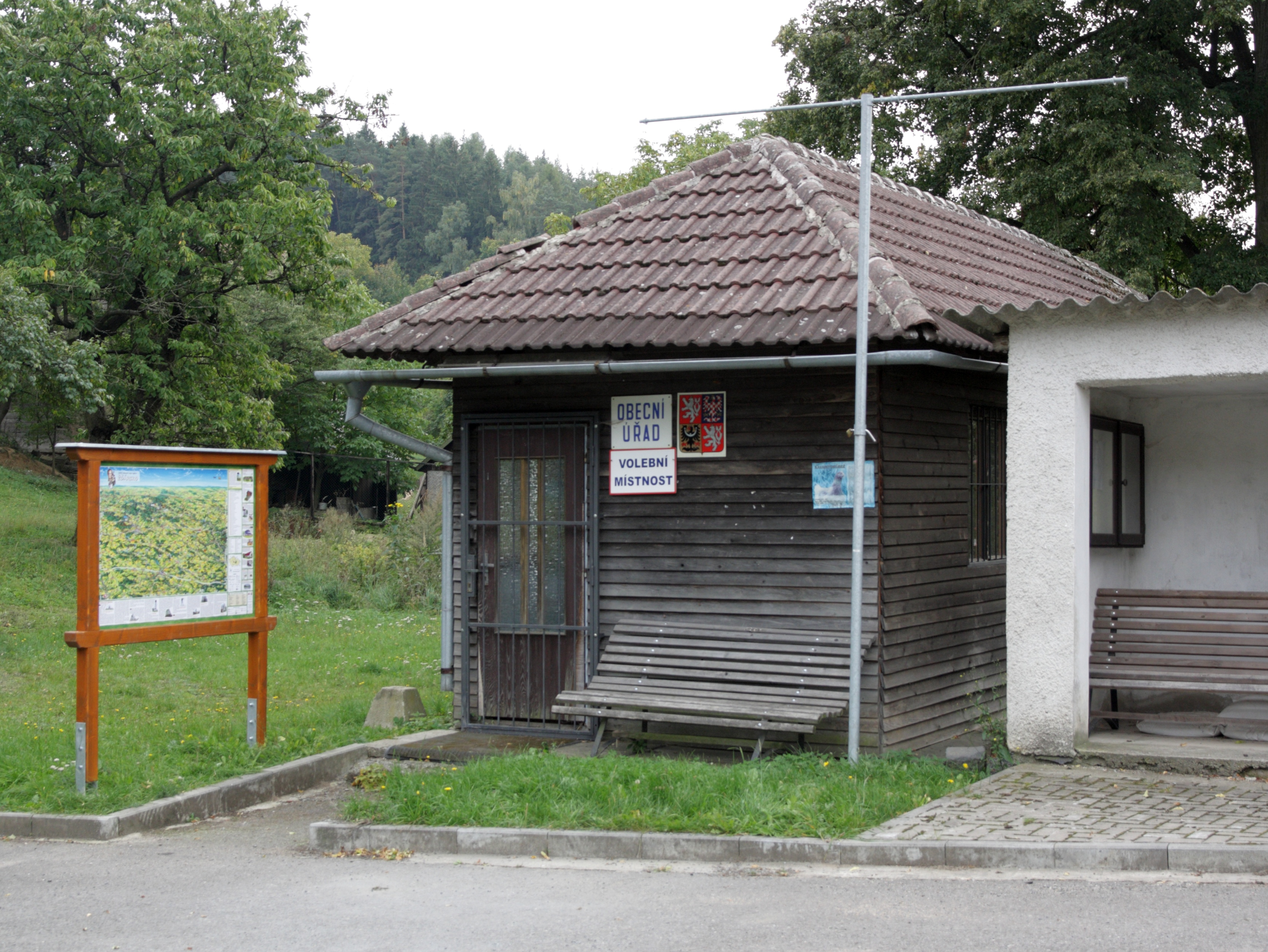
Obecní úřad
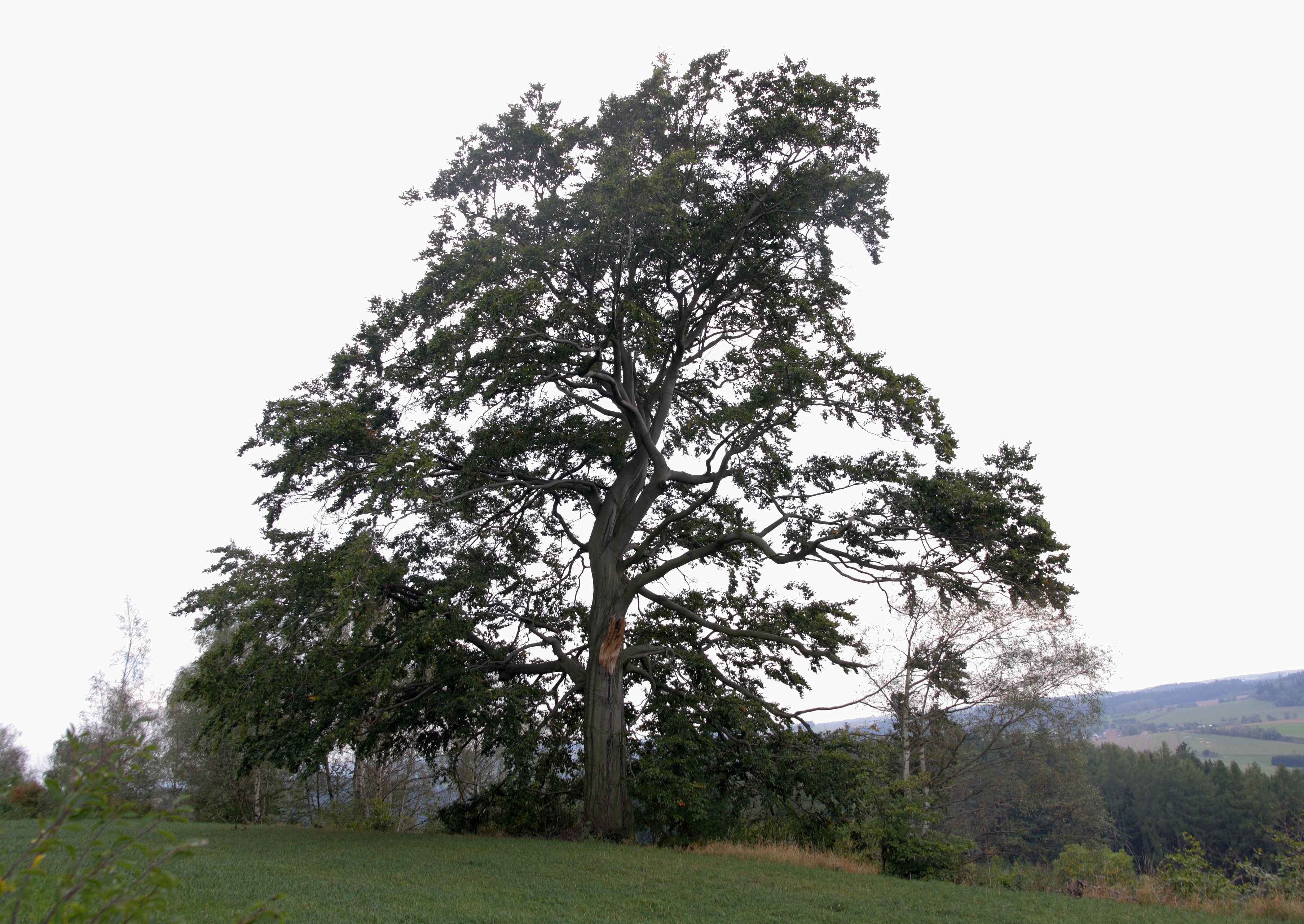
Pavlovický buk